# Kallima inachus
Papillon feuille, Papillon-feuille de Boisduval
Espèce
L'espèce Kallima inachus ou Papillon feuille ou Papillon-feuille de Boisduval est un insecte lépidoptère de la famille des Nymphalidae.

## Taxonomie
Il existe pour cette espèce plusieurs sous-espèces :
- Kallima inachus inachus en Indochine et dans le nord de l'Inde ;
- Kallima inachus alicia Joicey et Talbot ;
- Kallima inachus formosana Fruhstorfer, à Taïwan ;
- Kallima inachus chinensis Swinhoe, dans le centre et l'ouest de la Chine ;
- Kallima inachus siamensis Fruhstorfer, 1912.

## Répartition
Asie du Sud-Est, présent de l'Inde en passant par la péninsule indochinoise jusqu'au sud de la Chine et à l'île de Taïwan.

## Description

### Papillon
Ce papillon a une envergure de 8 à 11 cm ou de 9 à 12 cm selon les sources. Il a de jolies couleurs bleu-violet et jaune-orange.
Le dessus de l'aile antérieure a un apex noir pointu, une large bande médiane jaune-orange et une aire discale bleu-violet. Le dessus de l'aire postérieure est marron avec une grande bande bleu-violet et une queue.

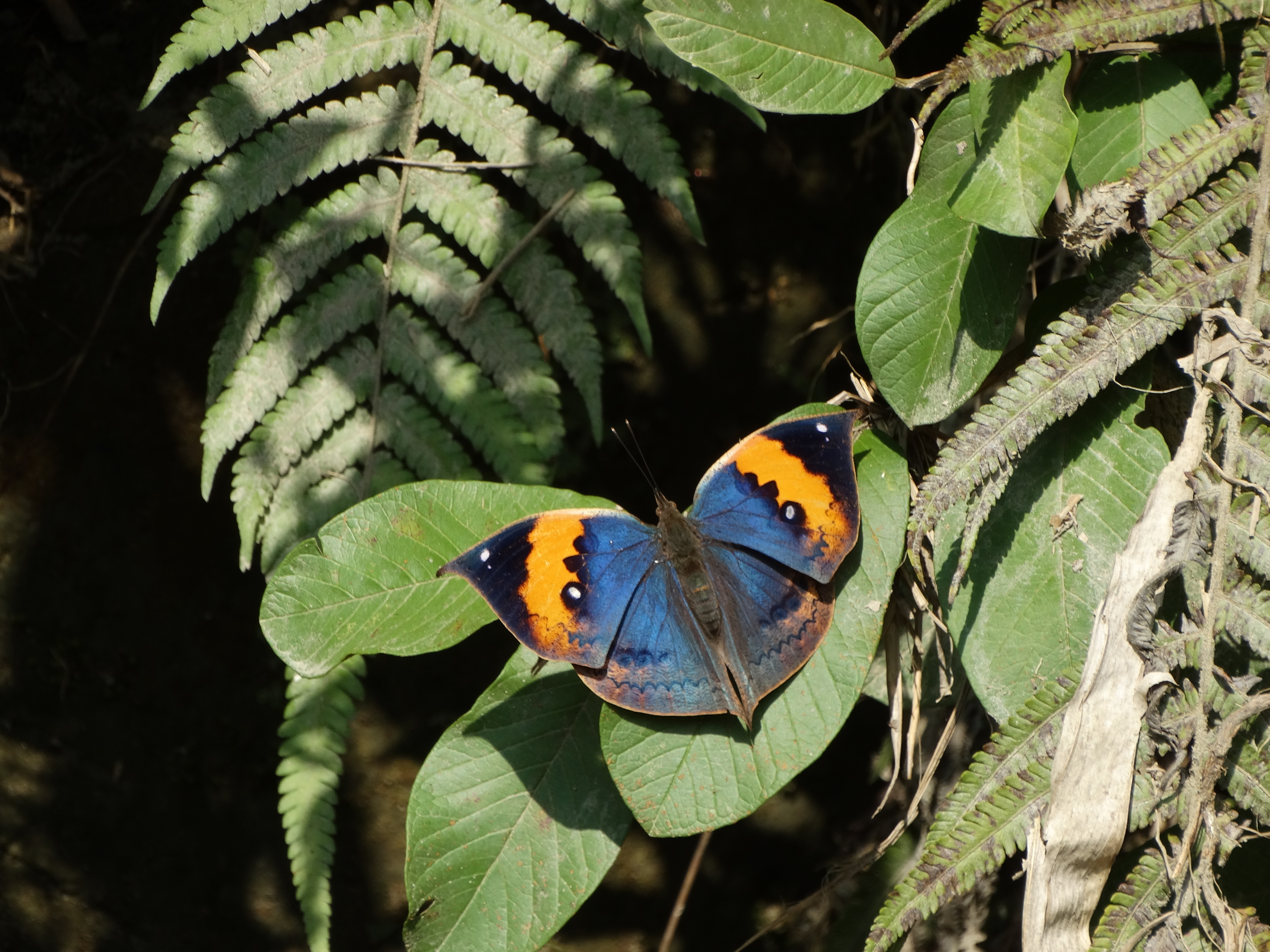
Papillon-feuille de Boisduval

C'est un insecte diurne. Il vit dans les sous-bois et le long des cours d'eau des forêts tropicales. Il est attiré par la sève qui suinte des arbres blessés et les fruits pourrissants.

## Camouflage
Lorsqu'il est posé sur une feuille, les ailes fermées, le Kallima inachus a l'apparence d'une feuille morte. Ce cas de mimétisme homotypique explique son nom vernaculaire de « papillon-feuille ». Quand il se sent menacé, il se laisse tomber, ferme ses ailes et ressemble ainsi à une feuille morte.

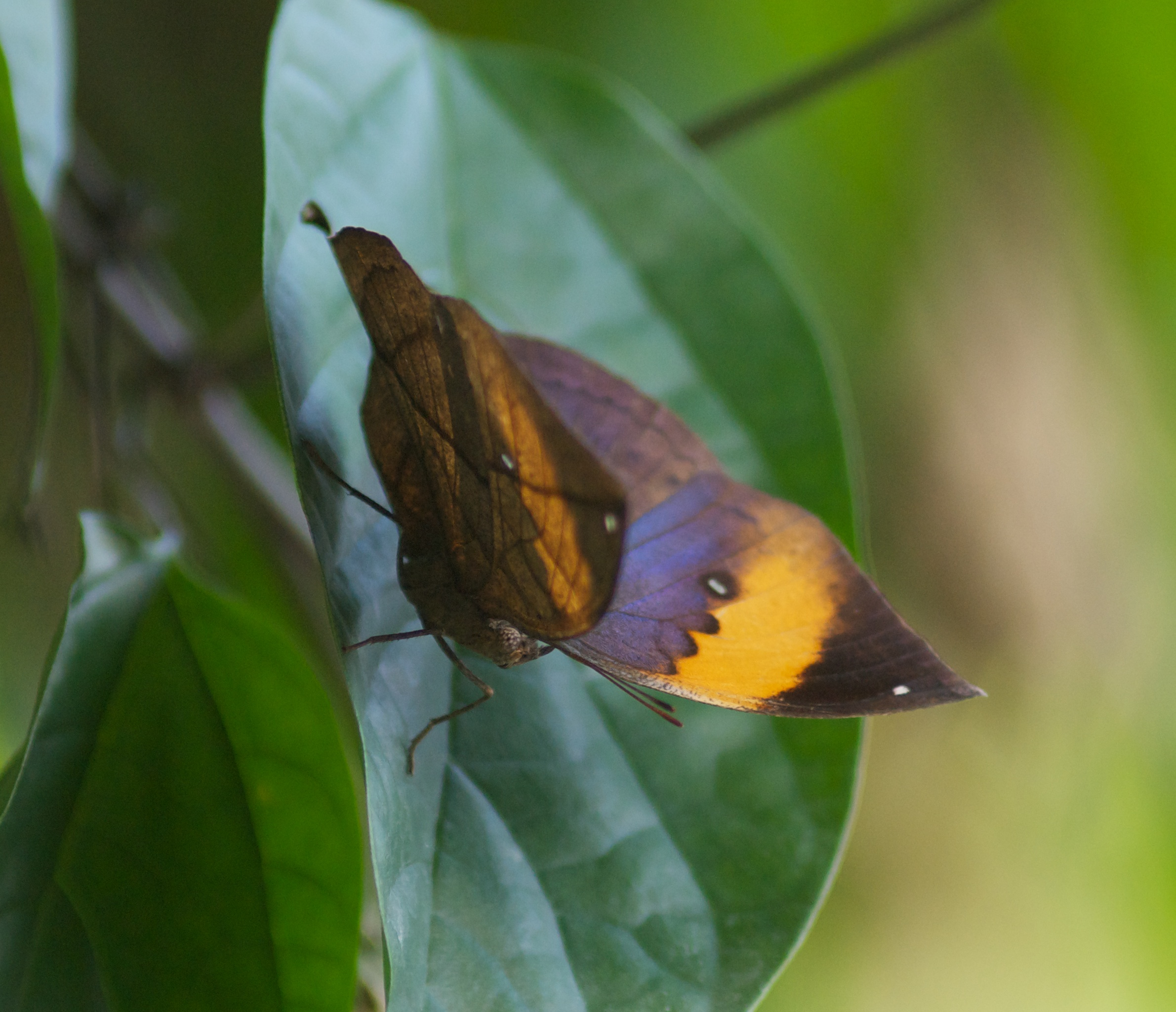
Kallima inachus ailes déployées dans la serre aux papillons Papiliorama à Chiètres en Suisse
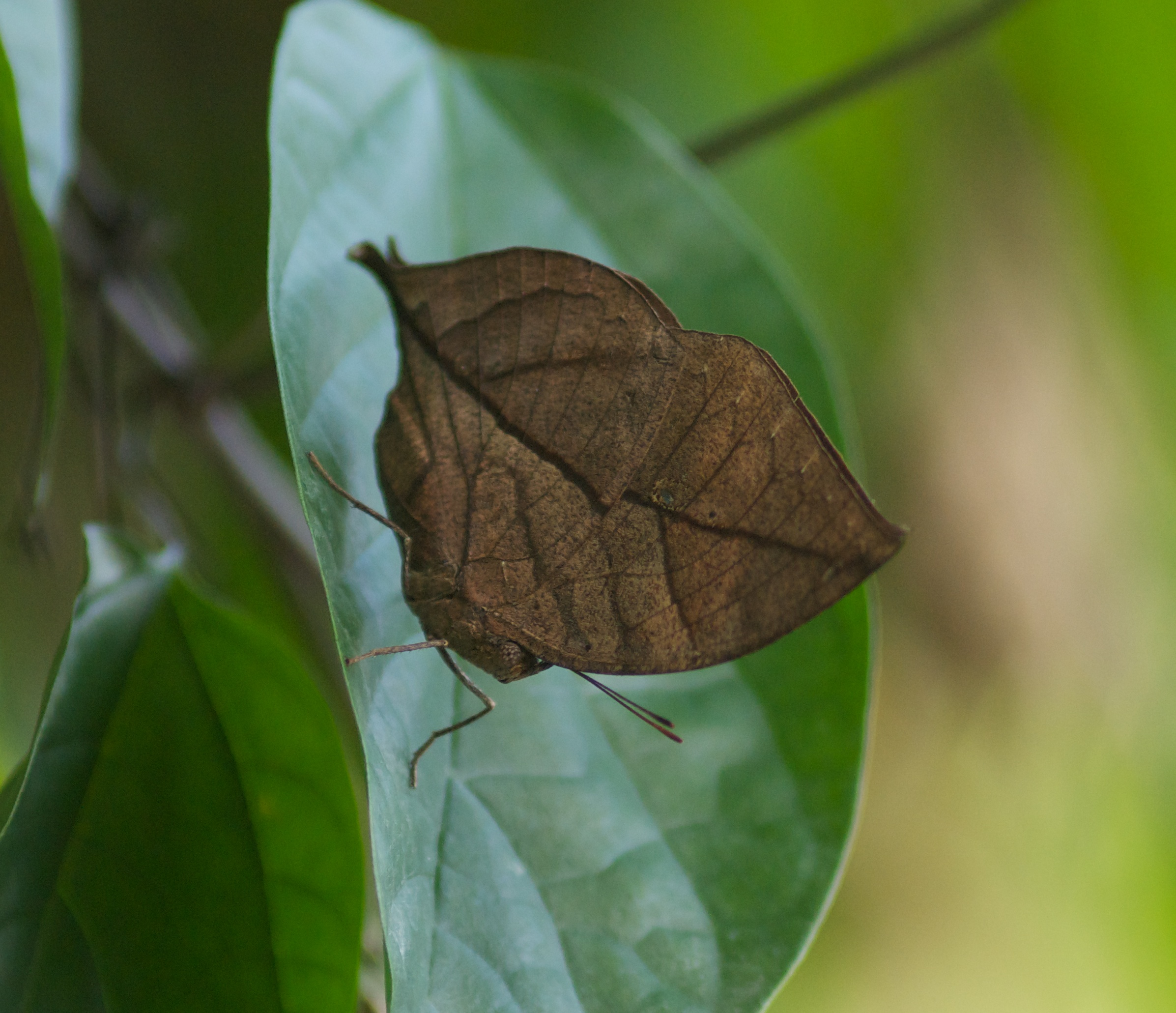
Kallima inachus ailes closes dans la serre aux papillons Papiliorama à Chiètres en Suisse

### Chenille
La chenille est noire avec de longs poils jaunes et des épines rouges. Elle se développe et se nourrit sur les feuilles d'Urticaceae dont des Girardinia (ortie de l'Himalaya...) et d'Acanthaceae dont des Strobilanthes ainsi que sur les feuilles de Polygonaceae et de Rosaceae.

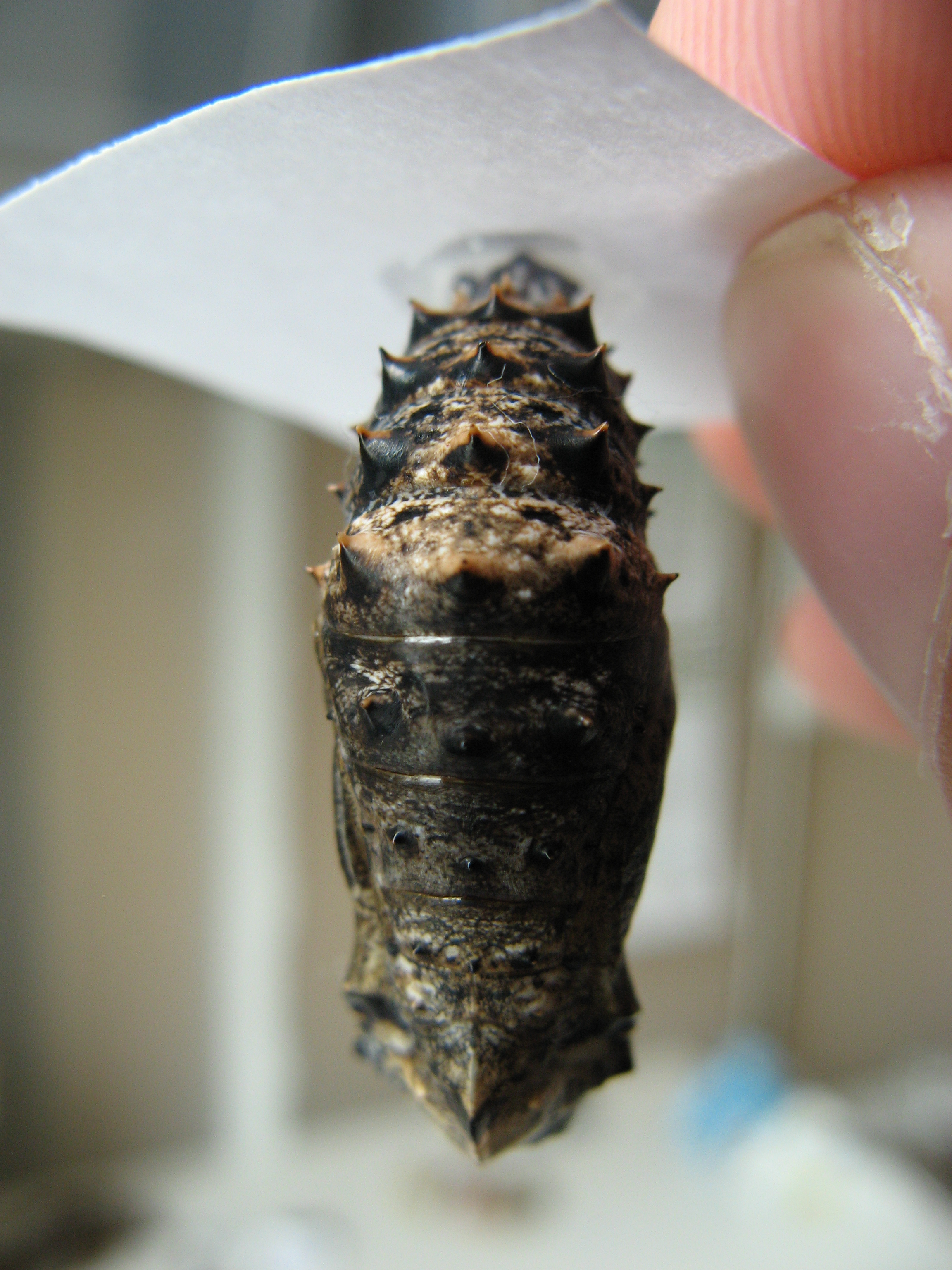
Chrysalide de Papillon feuille, vue dorsale
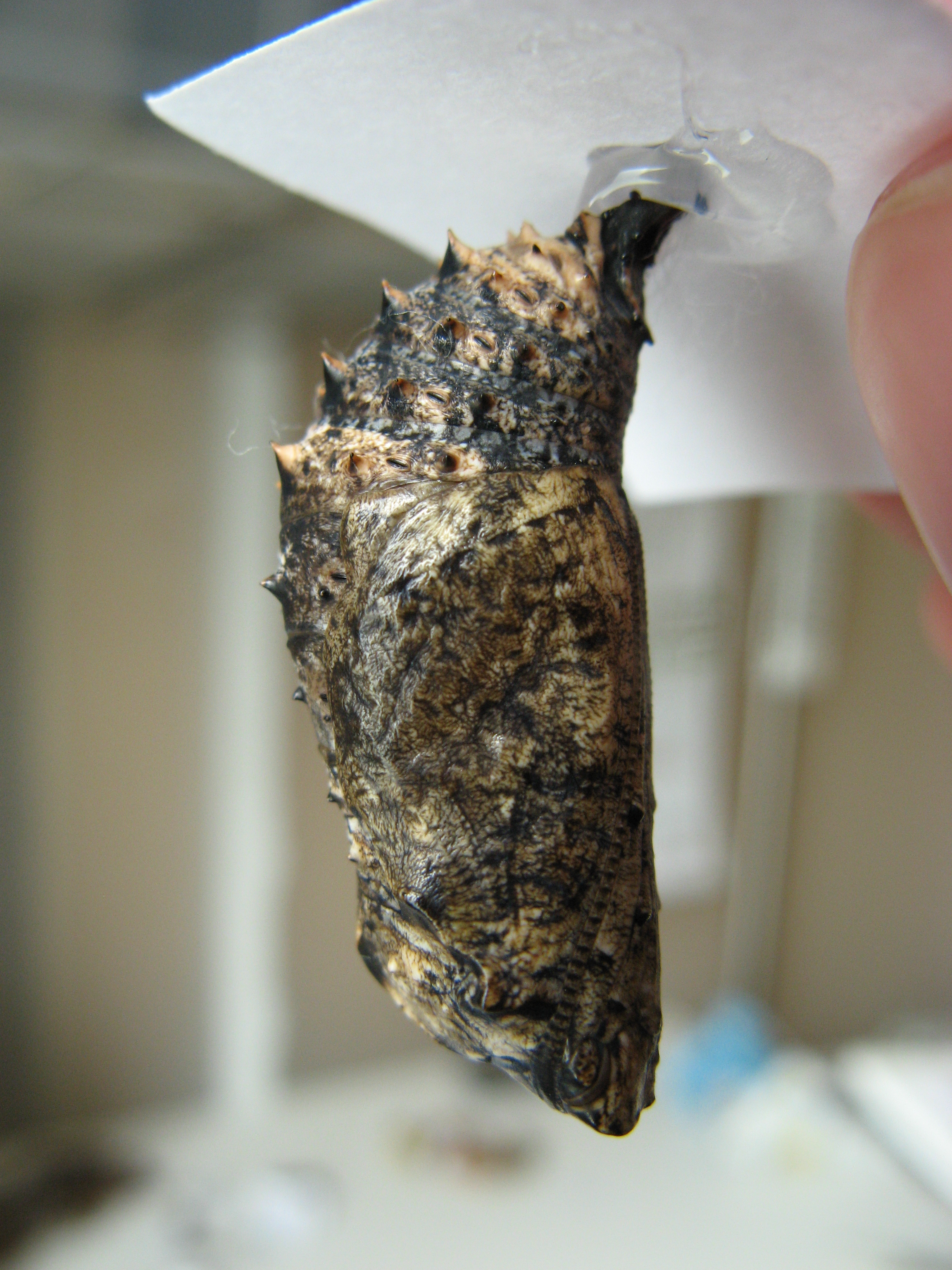
Vue latérale
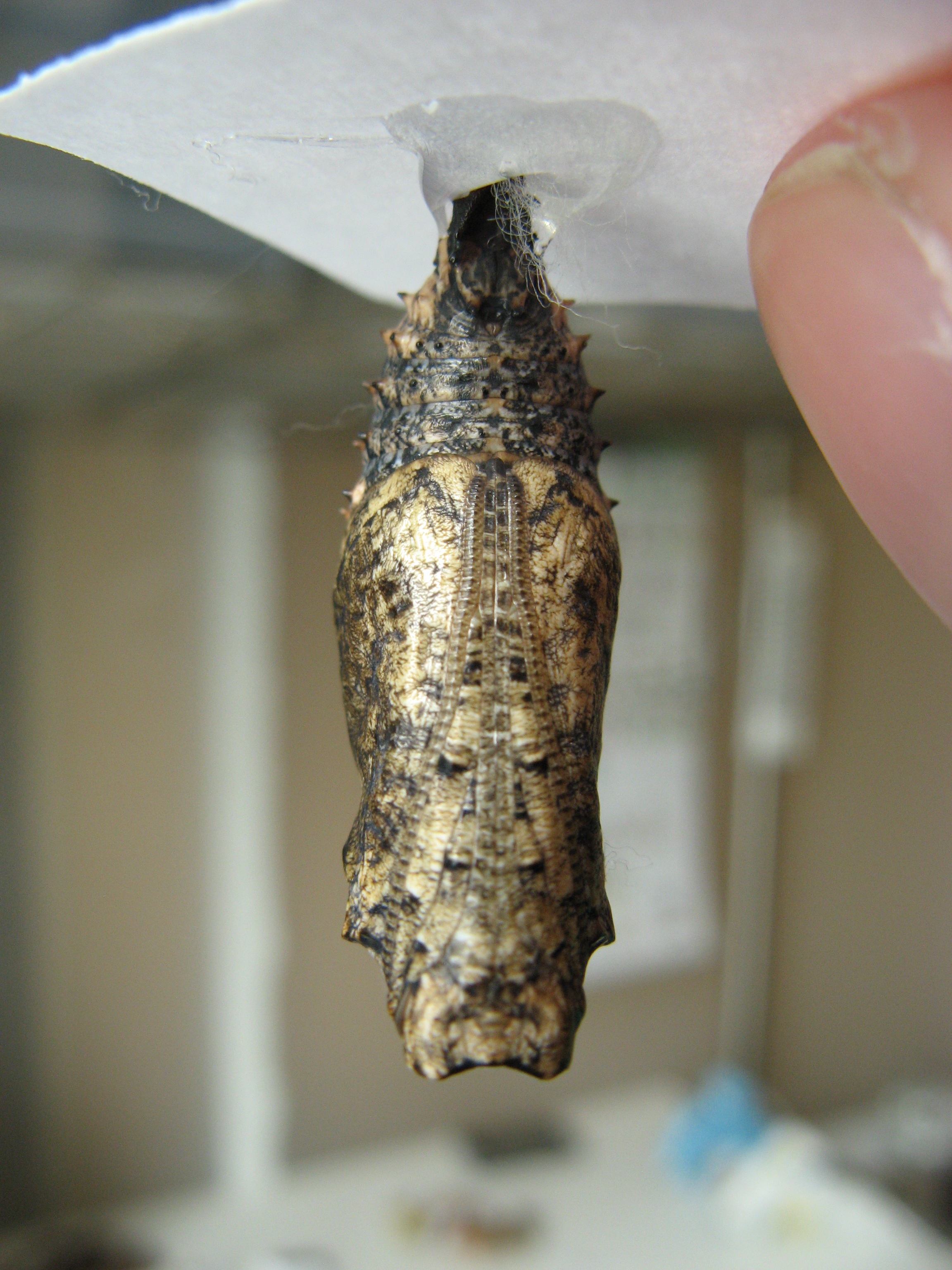
Vue ventrale

## Philatélie
Ce papillon figure sur une émission du Laos de 1986 (valeur faciale : 4 k). Voir aussi Guinée Equatoriale de 1976 Y&T 104E (valeur faciale : 8 Ekuele) et timbre-poste du Japon de 1959 (valeur faciale : 13 Cents).

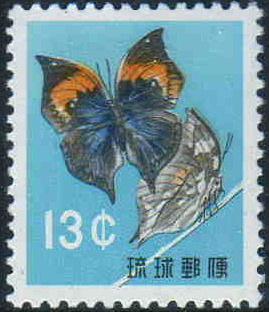
Timbre japonais de 1959